# Кастелана (Варезе)
Кастелана је насеље у Италији у округу Варезе, региону Ломбардија.
Према процени из 2011. у насељу је живело 9 становника. Насеље се налази на надморској висини од 149 м.